# Aneilema macrorrhizum
Aneilema macrorrhizum là một loài thực vật có hoa trong họ Commelinaceae. Loài này được T.C.E.Fr. mô tả khoa học đầu tiên năm 1916.